# بو جیانگ
بو جیانگ(不降) یازدهمین فرمانروای اسطوره‌ای دودمان شیا بود؛ او ۵۹ سال فرمان راند. در سال ششم فرمانروایی او با جیویوآن وارد جنگ شد. در سال پنجاه و نهم فرمانروایی، او تاج و تخت را به برادر کوچکترش جیونگ گذاشت، ده سال بعد بو جیانگ درگذشت. بوجیانگ را از خردمندترین شاهان شیا دانسته‌اند.